# Mesoplophora setulosa
Mesoplophora setulosa är en kvalsterart som beskrevs av Wojciech Niedbała 2006. Mesoplophora setulosa ingår i släktet Mesoplophora och familjen Mesoplophoridae. Inga underarter finns listade i Catalogue of Life.